# Ryan Dalziel
Pas d'image ? Cliquez ici
Ryan Dalziel, né le 12 avril 1982 à Glasgow, est un pilote automobile écossais engagé en American Le Mans Series et Rolex Sports Car Series.
Il a participé au championnat de Champ Car de 2005 à 2007.

## Palmarès

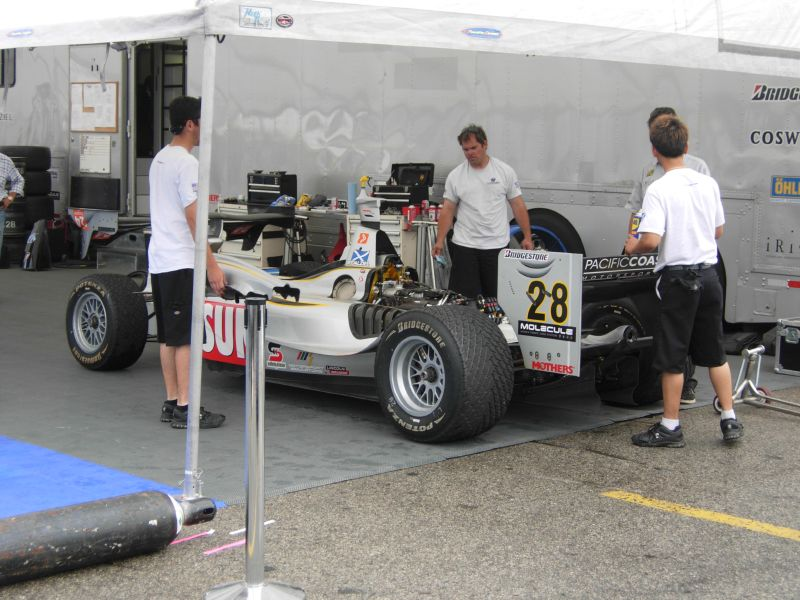
La dernière monoplace de Champ Car 2007

- Vice-champion de Formula Vauxhall en 1999
- Vice-champion de Grande-Bretagne de Formule Renault en 2000
- Vice-champion de Atlantic Championship en 2003 et 2004
- Vainqueur des 24 Heures de Daytona en 2010
- Vainqueur du Grand Prix de Long Beach dans la catégorie PC en 2012[1]
- Vainqueur de la Porsche Cup en 2015

## Résultats aux 24 Heures du Mans

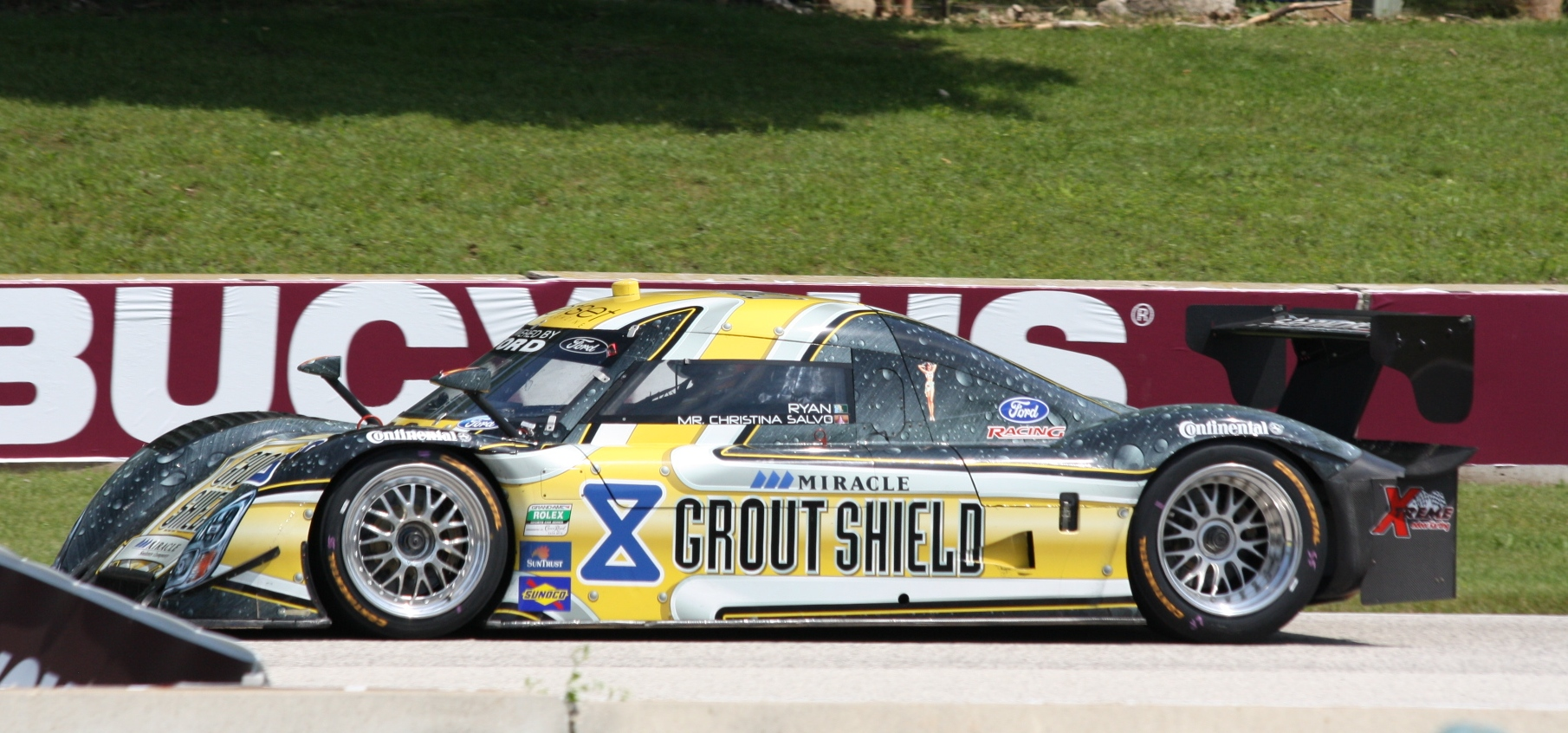
La Riley-Ford 2011

| Année | Voiture         | Équipe                     | Équipiers                              | Résultat |
| ----- | --------------- | -------------------------- | -------------------------------------- | -------- |
| 2010  | Jaguar XKR GT2  | Jaguar Rocketsports Racing | Paul Gentilozzi / Marc Goossens        | Abd.     |
| 2012  | HPD ARX-03 b    | Starworks Motorsport       | Enzo Potolicchio / Tom Kimber-Smith    | 7e       |
| 2013  | SRT Viper GTS-R | SRT Motorsports            | Dominik Farnbacher / Marc Goossens     | 53e      |
| 2015  | Ligier JS P2    | Extreme Speed Motorsports  | Scott Sharp / David Heinemeier Hansson | 28e      |
| 2016  | Ligier JS P2    | Extreme Speed Motorsports  | Chris Cumming / Pipo Derani            | 42e      |

## Résultats aux 24 Heures de Daytona
| Année | Voiture               | Équipe                               | Équipiers                                                           | Résultat |
| ----- | --------------------- | ------------------------------------ | ------------------------------------------------------------------- | -------- |
| 2008  | Riley Mk. XI          | SAMAX Motorsport (en)                | Tomáš Enge / Milka Duno / Harold Primat                             | 61e      |
| 2009  | Riley Mk. XI          | Alegra Motorsports                   | Carlos de Quesada / Tomáš Enge / Chapman Ducote                     | Abd.     |
| 2010  | Riley Mk. XI          | Action Express Racing                | João Barbosa / Terry Borcheller / Mike Rockenfeller                 | 1re      |
| 2011  | Riley                 | Starworks Motorsport                 | Mike Forest / Jim Lowe / Colin Braun / Tomáš Enge                   | Abd.     |
| 2012  | Riley MkXXVI          | Starworks Motorsport                 | Lucas Luhr / Allan McNish / Alex Popow / Vicente Potolicchio        | 2e       |
| 2013  | Riley XXVI            | Starworks Motorsport avec Alex Popow | Sébastien Bourdais / Allan McNish / Alex Popow                      | 6e       |
| 2014  | HPD ARX-03 b          | Extreme Speed Motorsports            | Scott Sharp / David Brabham                                         | 6e       |
| 2015  | HPD ARX-04b           | Tequila Patrón ESM                   | Scott Sharp / David Heinemeier Hansson                              | Abd.     |
| 2016  | Chevrolet Corvette DP | VisitFlorida.com Racing              | Marc Goossens / Ryan Hunter-Reay                                    | 3e       |
| 2017  | Nissan Onroak DPi     | Tequila Patrón ESM                   | Scott Sharp / Pipo Derani / Brendon Hartley                         | 4e       |
| 2018  | Nissan Onroak DPi     | Tequila Patrón ESM                   | Olivier Pla / Scott Sharp                                           | Abd.     |
| 2019  | Audi R8 LMS           | Starworks Motorsport                 | Parker Chase (en) / Ezequiel Pérez Companc (en) / Christopher Haase | 35e      |
| 2020  | Oreca 07              | Tower Motorsport par Starworks       | John Farano / David Heinemeier Hansson / Nicolas Lapierre           | 12e      |
| 2021  | Oreca 07              | Era Motorsport                       | Paul-Loup Chatin / Dwight Merriman / Kyle Tilley                    | 6e       |
| 2022  | Oreca 07              | Era Motorsport                       | Paul-Loup Chatin / Dwight Merriman / Kyle Tilley                    | Abd.     |
| 2023  | Oreca 07              | Era Motorsport                       | Oliver Jarvis / Dwight Merriman / Christian Rasmussen               | Abd.     |
| 2024  | Oreca 07              | Era Motorsport                       | Dwight Merriman / Christian Rasmussen / Connor Zilisch (en)         | 1re      |